# 4Matic

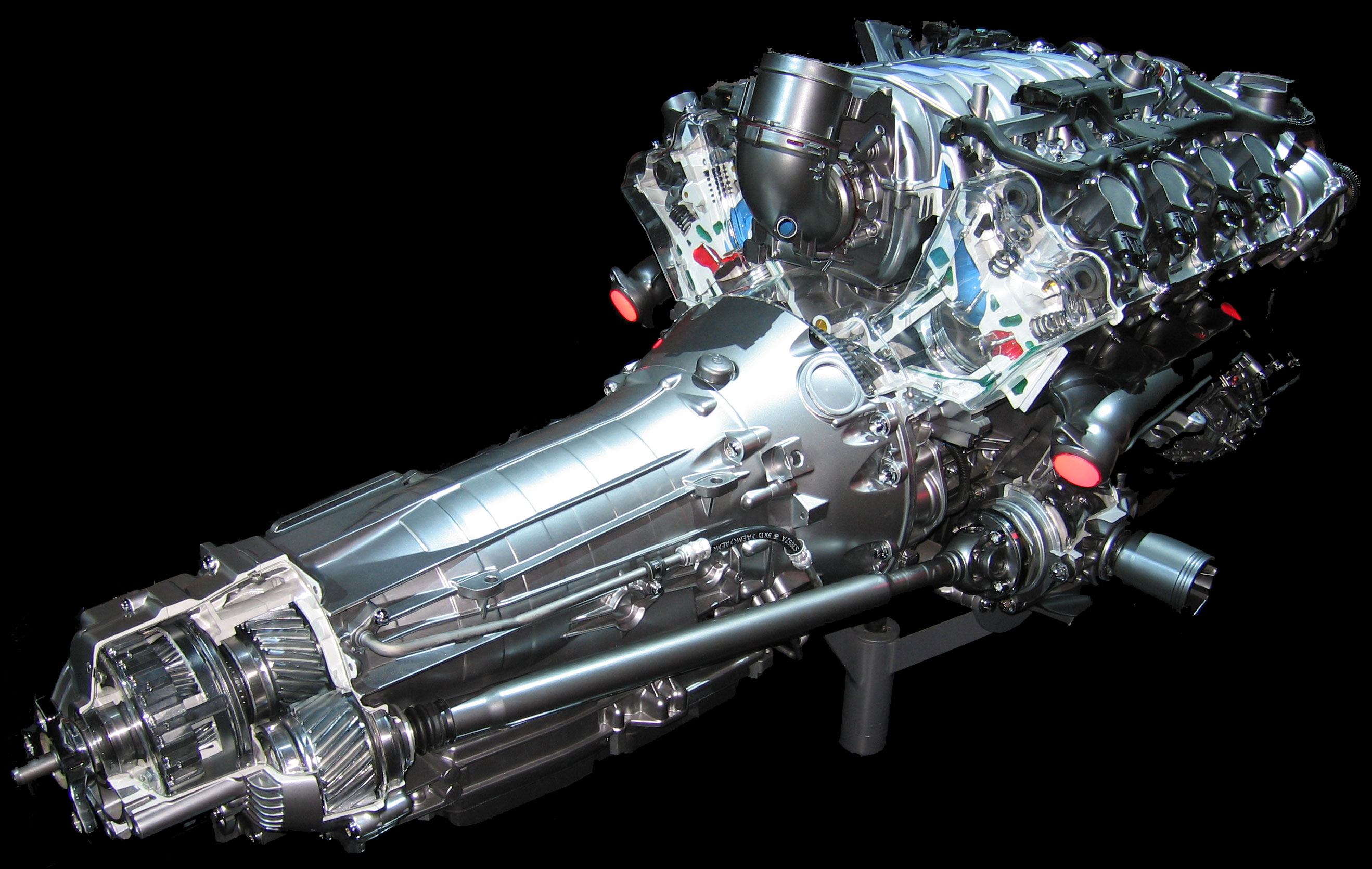
Převodovka se systémem 4Matic

4Matic je název pro systém pohonu všech kol vyvinutý a používaný ve vozech Mercedes-Benz. Byl navržen, aby zvýšil trakci vozu v kluzkých podmínkách.
Téměř všechny vozy Mercedes-Benz vybavené tímto systémem mají ve své standardní výbavě automatickou převodovku. Název 4Matic je odvozený z anglických slov 4-wheel drive a automatic. První návrh systému 4Matic byl představen v roce 1986 na čtyřdveřových sedanech a kombi vozech Mercedes-Benz třídy E (W 124), jež se dodávaly s benzinovými a dieselovými šestiválci o obsahu 2,6 l a 3 l. 